# Fondkommissionär
En fondkommissionär (även fondmäklare) är ett företag som är auktoriserad att bedriva handel med värdepapper, såsom aktier, obligationer och derivat.